# Sphenosuchus acutus
Sphenosuchus acutus è un rettile estinto, appartenente ai crocodilomorfi. Visse nel Giurassico inferiore (Hettangiano, circa 200 - 195 milioni di anni fa) e i suoi resti fossili sono stati ritrovati in Sudafrica.

## Descrizione
Questo animale, rispetto ad altri crocodilomorfi coevi, doveva di essere di dimensioni maggiori: il cranio misurava quasi 20 centimetri, e l'animale intero doveva raggiungere 1,4 metri di lunghezza. Il cranio era relativamente piccolo se raffrontato al resto del corpo, in particolare in confronto ai crocodilomorfi triassici come Terrestrisuchus. Il cranio, tuttavia, era piuttosto robusto ma alleggerito da cavità pneumatiche che ricordavano in alcuni casi i coccodrilli odierni e in altri gli uccelli. Il cranio mostrava articolazioni piuttosto mobili: il quadrato e lo pterigoide, ad esempio, non erano fusi alla scatola cranica e l'articolazione basipterigoidea era libera (Walker, 1990). L'osso quadrato, inoltre, potrebbe aver avuto una sorta di cresta anteriore, inizialmente scambiata per un quadratojugale (Clark et al., 2000).
Lo scheletro postcranico è meno conosciuto del cranio, ma i resti permettono egualmente una ricostruzione. Le zampe posteriori erano snelle e un po' più lunghe di quelle anteriori, egualmente snelle, in un rapporto tale da far pensare a un'andatura solitamente quadrupede per questo animale. La scapola era di forma triangolare, mentre il coracoide possedeva una lunga estensione posteroventrale che si suppone fosse articolata con una grande interclavicola. Le clavicole erano invece assenti. Erano presenti, lungo il dorso, due file appaiate di osteodermi. 

## Classificazione
Sphenosuchus acutus venne descritto per la prima volta da Haughton nel 1915, sulla base di resti fossili comprendenti un cranio quasi completo e uno scheletro postcranico incompleto ma in associazione, rinvenuti nella formazione Elliot Superiore nella zona di Paballong (Sudafrica). Questo animale venne in seguito descritto approfonditamente dal paleontologo britannico Alick Walker, il quale nel 1972 suggerì (basandosi su studi del cranio di Sphenosuchus e degli uccelli odierni) che i crocodilomorfi e gli uccelli potevano avere un antenato comune immediato. Nel 1990, lo stesso Walker riformulò e corroborò la sua teoria grazie a una monografia sui fossili di Sphenosuchus. 
Attualmente Sphenosuchus è considerato un tipico membro del gruppo degli sfenosuchi (Sphenosuchia), al quale ha dato il nome; gli sfenosuchi sono considerati i rappresentanti più basali del gruppo dei crocodilomorfi, anche se non è detto che costituiscano un gruppo monofiletico (clade). 

## Paleoecologia
Sphenosuchus è considerato un attivo predatore terrestre, che si spostava velocemente sui quattro arti e, almeno occasionalmente, sulle due zampe posteriori.